# 永見俊徳
永見 俊徳（ながみ としのり、1888年2月19日 - 1971年3月2日）は、日本の陸軍軍人。最終階級は陸軍中将。

## 経歴
永見松太郎陸軍大尉の長男として東京で生まれる。小田原中学、仙台陸軍地方幼年学校、中央幼年学校を経て、1909年（明治42年）5月、陸軍士官学校（21期）を卒業。同年12月、歩兵少尉に任官し歩兵第27連隊付となる。1921年（大正10年）11月、陸軍大学校（33期）を優等で卒業。
1922年（大正11年）12月、参謀本部付勤務となり、参謀本部員、参謀本部付仰付（南京駐在）を経て、1925年（大正14年）3月、歩兵少佐に昇進。1926年（大正15年）5月、参謀本部員となり、馮玉祥顧問、参謀本部付仰付（漢口駐在）を歴任し、1928年（昭和3年）8月、歩兵中佐に進級。
1929年（昭和4年）8月、歩兵第59連隊付となり、陸大専攻学生、近衛歩兵第3連隊付、陸軍歩兵学校教官を歴任。1932年（昭和7年）2月、上海派遣軍参謀に発令され第一次上海事変に出征。同年12月、歩兵大佐に昇進し歩兵第25連隊長に就任。
1935年（昭和10年）3月、関東軍司令部付（満州国軍事顧問）となり、支那駐屯軍参謀長、豊予要塞司令官を歴任。1937年（昭和12年）8月、陸軍少将に進級し西部防衛参謀長に発令された。1938年（昭和13年）7月、第27歩兵団長に転じ日中戦争に出征。漢口作戦などに参戦。1939年（昭和14年）8月、留守第11師団長に異動し帰国。同年10月、陸軍中将に進んだ。1940年（昭和15年）8月、第55師団長に親補され、同年12月、予備役に編入となった。
1941年（昭和16年）10月に召集され、留守第55師団長に就任。1943年（昭和18年）6月、召集解除となった。同年12月、華北行政学院副院長に就任した。
1947年（昭和22年）11月28日、公職追放仮指定を受けた。

## 栄典
- 1910年（明治43年）2月21日 - 正八位[2]
- 1913年（大正2年）4月21日 - 従七位[3]
- 1918年（大正7年）5月20日 - 正七位[4]
- 1923年（大正12年）7月31日 - 従六位[5]
- 1928年（昭和3年）9月1日 - 正六位[6]
- 1937年（昭和12年）9月1日 - 正五位[7]